# Brenda Freitas
Brenda de Souza Freitas (Rio de Janeiro, 9 de maio de 1995) é uma judoca brasileira.

## Biografia

### Primeiros anos
Brenda nasceu na cidade do Rio de Janeiro. No ano de 2006, quando tinha onze anos de idade, foi a um show da banda mexicana RBD, na turnê Live In Rio, que ocorreu no estádio do Maracanã. Após o show, Brenda teve fortes dores de cabeça e acordou no outro dia sem conseguir enxergar. Após vinte e sete dias de internação, recebeu o diagnóstico de herpes ocular, na região da retina, com gatilho emocional, onde Brenda descobriu que não iria mais conseguir enxergar.

### Carreira
Atleta do Instituto Benjamin Constant, instituição de ensino para deficientes visuais localizada no bairro da Urca, Brenda foi medalhista de bronze no campeonato mundial de Judô de 2022 na categoria de até setenta quilos realizado em Bacu, no Azerbaijão.
Em janeiro de 2023, foi medalhista de bronze no Grand Prix de Judô em Almada, em Portugal, após perder para a sueca Nicolina Pernheim e vencer a italiana Matilde Lauria. Em março, foi ouro no Grand Prix de São Paulo.
Ainda em 2023, por meio de uma reportagem do Fantástico, programa da TV Globo, conheceu os membros da banda RBD que estavam realizando um turnê no Estádio Nilton Santos, localizado no bairro do Engenho de Dentro. Por meio da reportagem conheceu os músicos Anahí, Dulce María, Christopher von Uckermann, Maite Perroni e Christian Chávez.
Foi convocada pelo Comitê Paralímpico Brasileiro (CPB) para integrar a delegação do Brasil nos Jogos Parapan-Americanos de 2023, realizado em Santiago no Chile. Na categoria de até 70kg feminina da classe J1/J2, iniciou vencendo a chilena Francisca Almanza, a cubana Ariagna Hechevarría e na última luta, a argentina Nadia Boggiano, que levou a Brenda a conquistar o ouro pelo Brasil.